# Cmentarz ewangelicki w Łuczanowicach
Cmentarz ewangelicki zwany też kalwińskim, dysydenckim, a przez okoliczną ludność ariańskim – cmentarz znajdujący się przy ul. Orłowskiego, w północno-wschodniej części Krakowa, w dawnej wsi Łuczanowice, która obecnie jest osiedlem Dzielnicy XVII Wzgórza Krzesławickie.
Założony został przed 1626 przez kalwińską rodzinę Żeleńskich, właścicieli Łuczanowic. W 1593 Stanisław Żeleński wybudował tam murowany grobowiec, który stał się zaczątkiem późniejszego cmentarza.
W Łuczanowicach istniał zbór braci polskich, ruchu religijno-społecznego wyodrębnionego około 1563 z grupy polskich kalwinów w osobny zbór, stanowiący najbardziej radykalny odłam reformacji w Polsce. Posiadali oni tamże cmentarz, który wobec narastających profanacji dokonywanych przez gawiedź na krakowskim cmentarzu braci polskich przy ul. Wesołej służył mieszkańcom Krakowa. W 1687 wyrokiem trybunalskim zbór ten został na zawsze zamknięty i zniesiony.
Przez sto lat kaplica stała nieczynna, ale jej podziemia były rodzinnym grobowcem Żeleńskich aż do 1787. W roku tym ówczesny właściciel wsi, Marcjan Żeleński, usypał na cmentarzu, wysoki na ok. 4 m kopiec grobowy, tzw. Kopiec Arian (zwany przez okoliczną ludność Kopcem Lutrów), kryjący nową komorę grobową Żeleńskich. Przeniósł znajdujące się w kaplicy trumny do grobów w kopcu. Na kopcu stoi pięciometrowej wysokości obelisk, wykonany z piaskowca, na którego szczycie umieszczona jest kamienna urna. Na ścianach obelisku widnieje herb Ciołek oraz napisy:

D.O.M.
Avorus Manibus
Pietas

Martinus Vitelius de Żelanka, Żeleński, V. S. S. C., MDCCLXXXVII.

Wokół kopca zachowało się kilka nagrobków: sarkofag Ludwika Dębickiego, oficera wojsk polskich; postument z kolumną, na której umieszczona jest urna-grób jego syna, także Ludwika, zmarłego w 1843; groby Joanny Aramowej i Karoliny Kempińskiej.
Cmentarz popadł w ruinę; w 1938 Andrzej hrabia Mycielski przekazał go w formie darowizny gminie ewangelicko-augsburskiej w Krakowie. Uporządkowanie i odrestaurowanie cmentarza było możliwe dopiero po 1989. Zbudowano ogrodzenie, postawiono na kopcu obelisk, który przewrócił się w 1972.
Podczas uroczystego nabożeństwa zwierzchnik diecezji katowickiej Kościoła Ewangelicko-Augsburskiego ks. bp Rudolf Pastucha ponowne poświęcił cmentarz w dniu 25 września 1993. Corocznie we wrześniu krakowscy ewangelicy gromadzą się na tym miejscu podczas ekumenicznych nabożeństw.
W najbliższym rejonie cmentarza znajdują się nazwy ulic związanych z reformacją: ul. Braci Polskich, ul. Kalwińska.

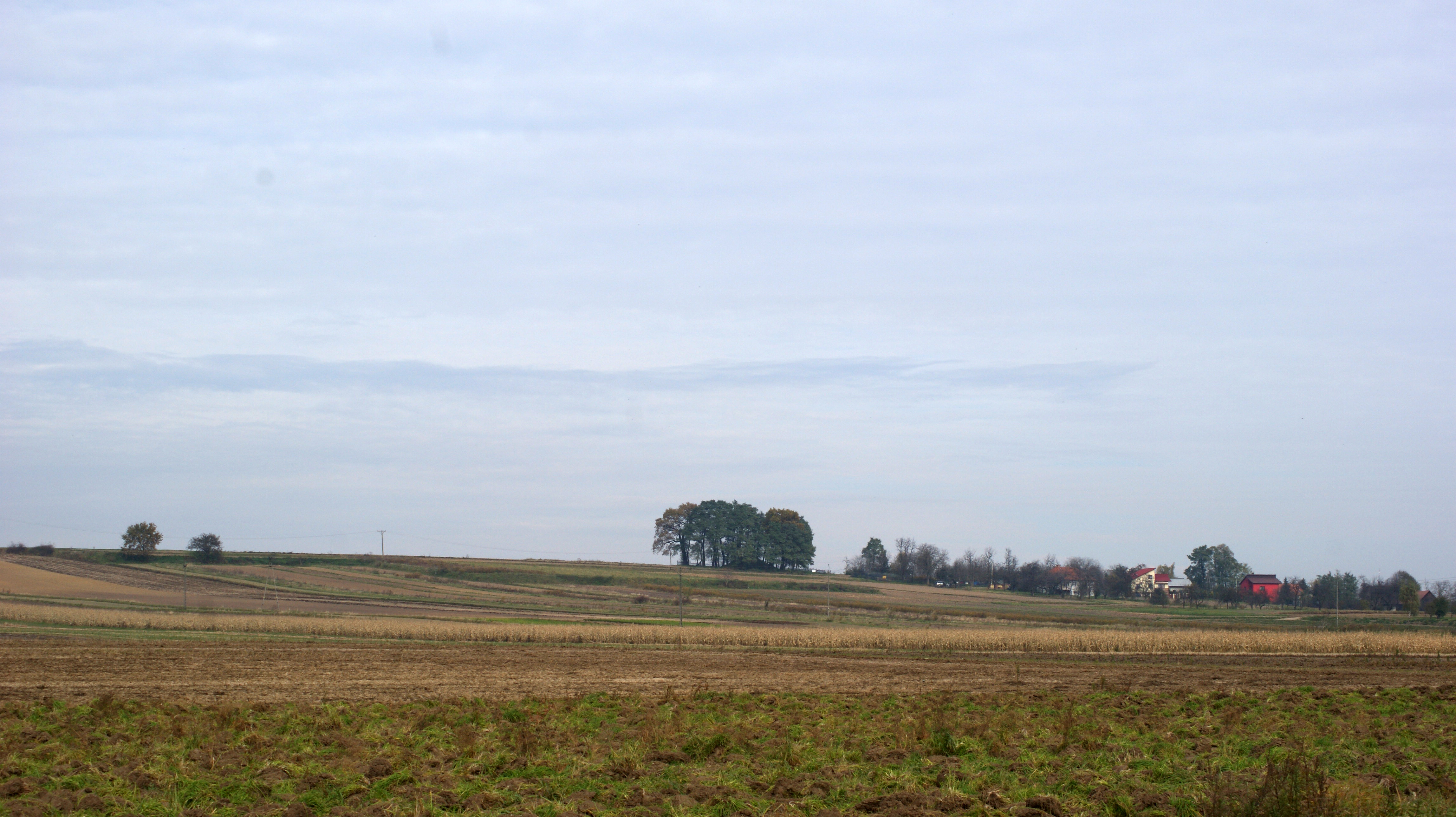
Widok cmentarza z południowego zachodu
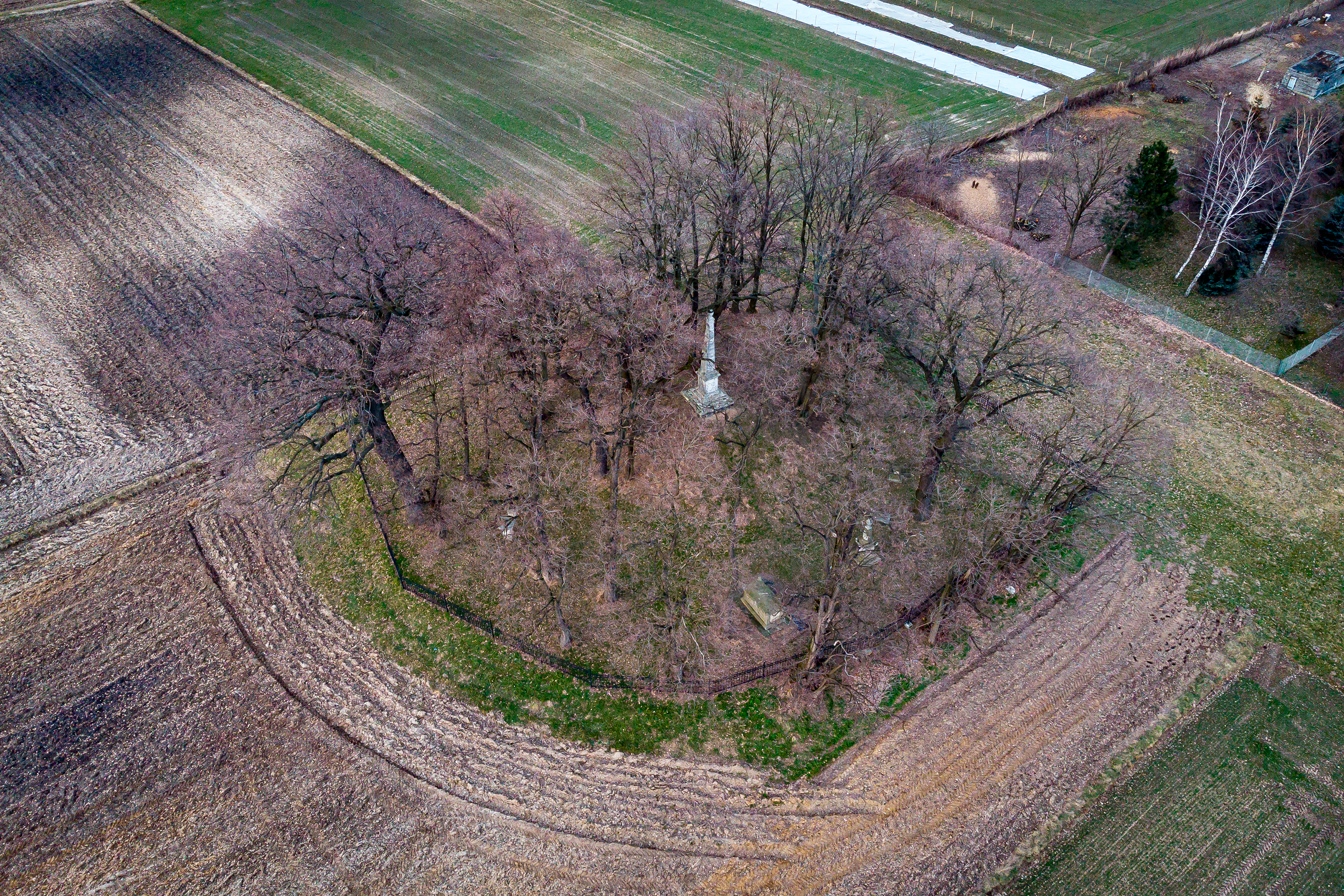
Widok cmentarza z lotu ptaka
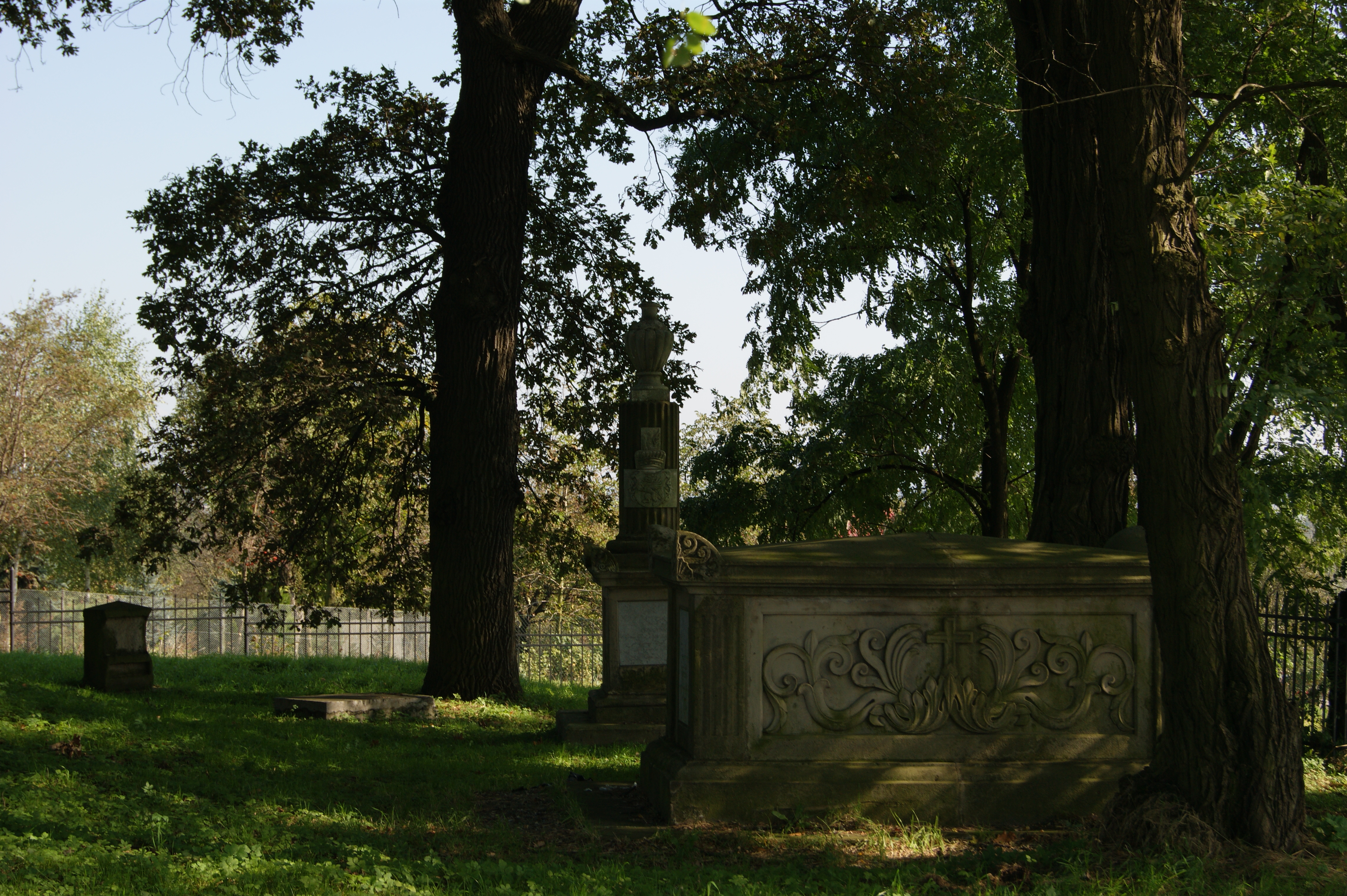
Zachowane nagrobki
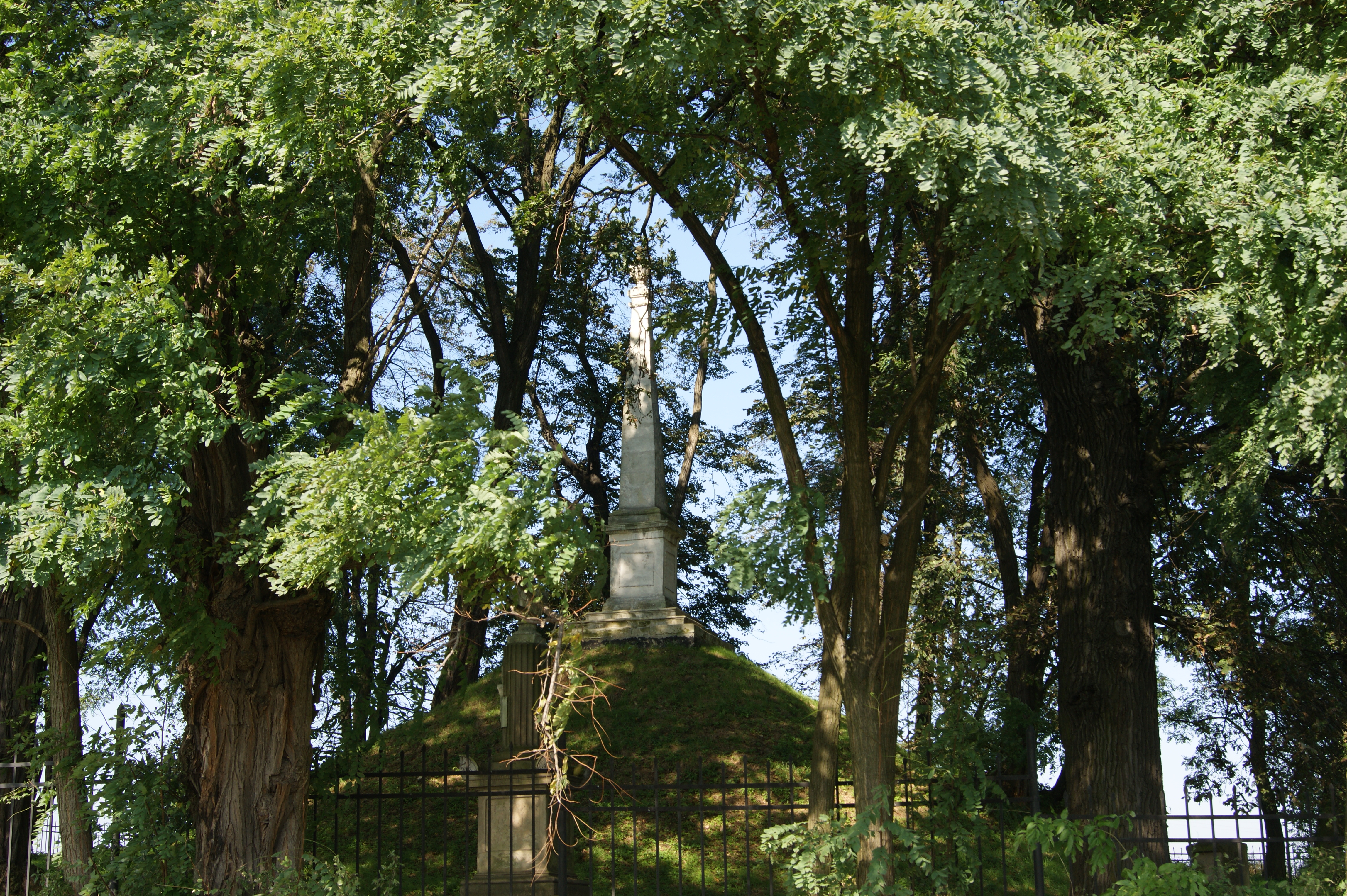
Kopiec Lutrów i pomnik
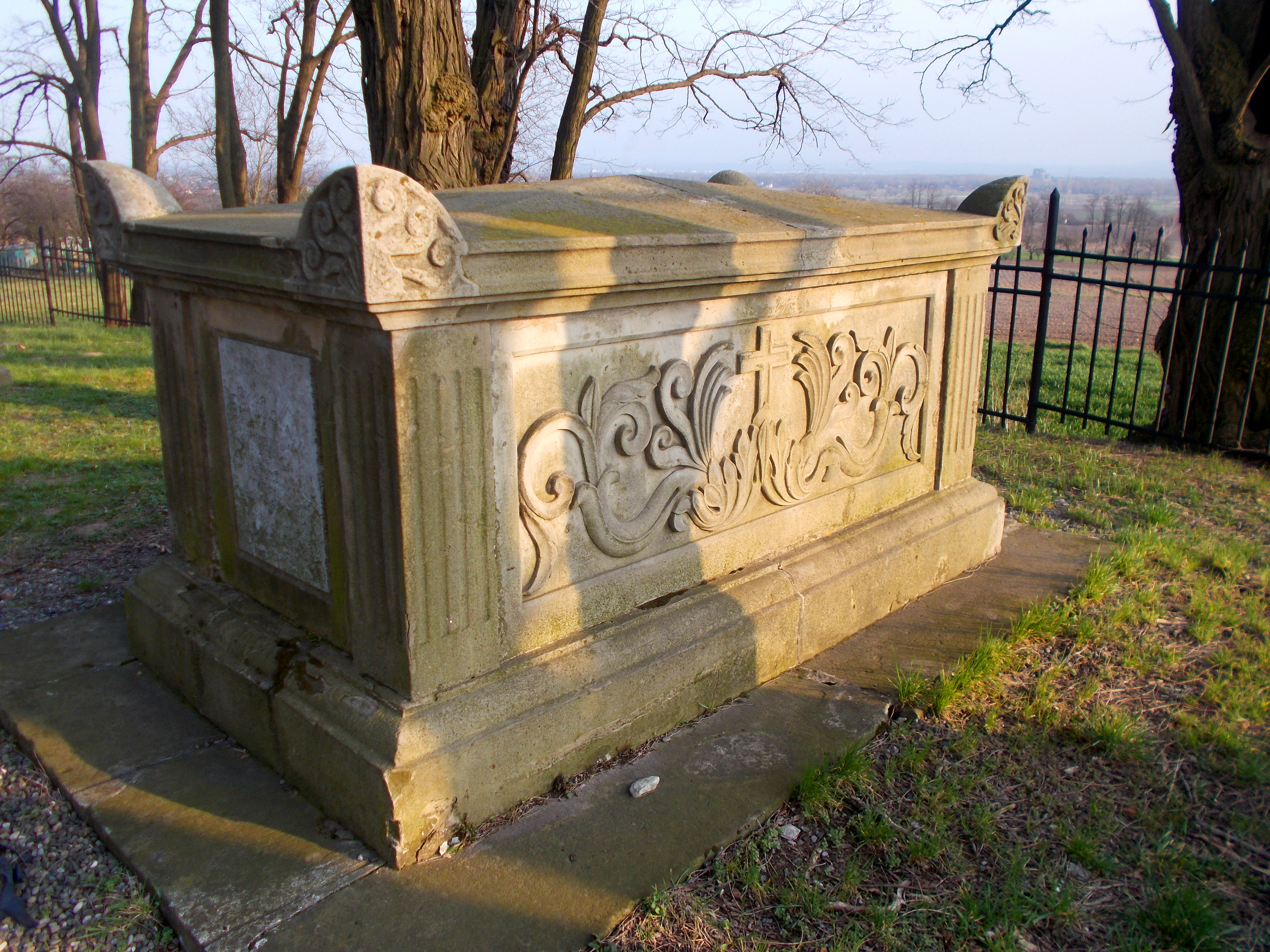
Sarkofag Ludwika Dębickiego ojca
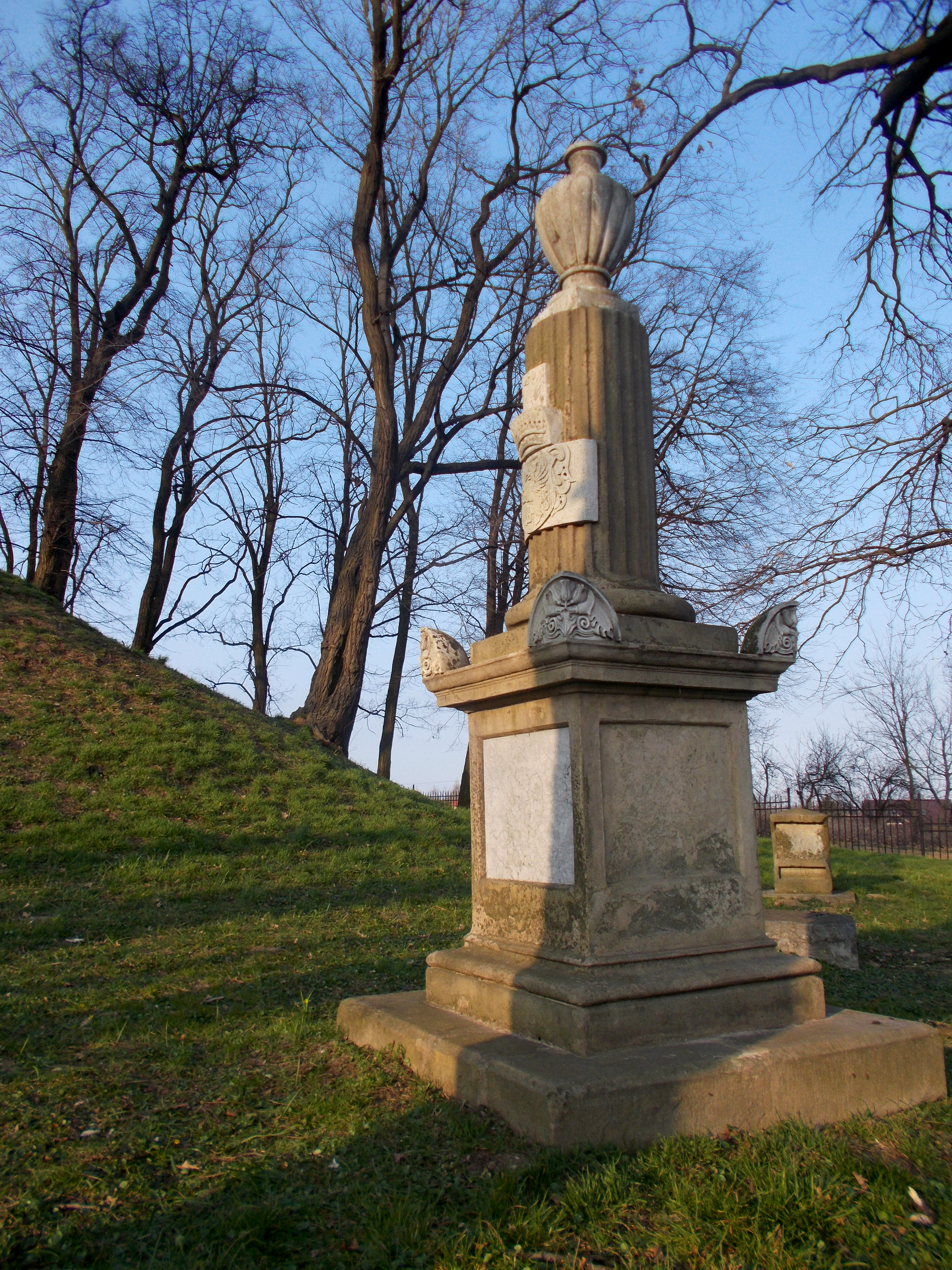
Nagrobek Ludwika Dębickiego syna
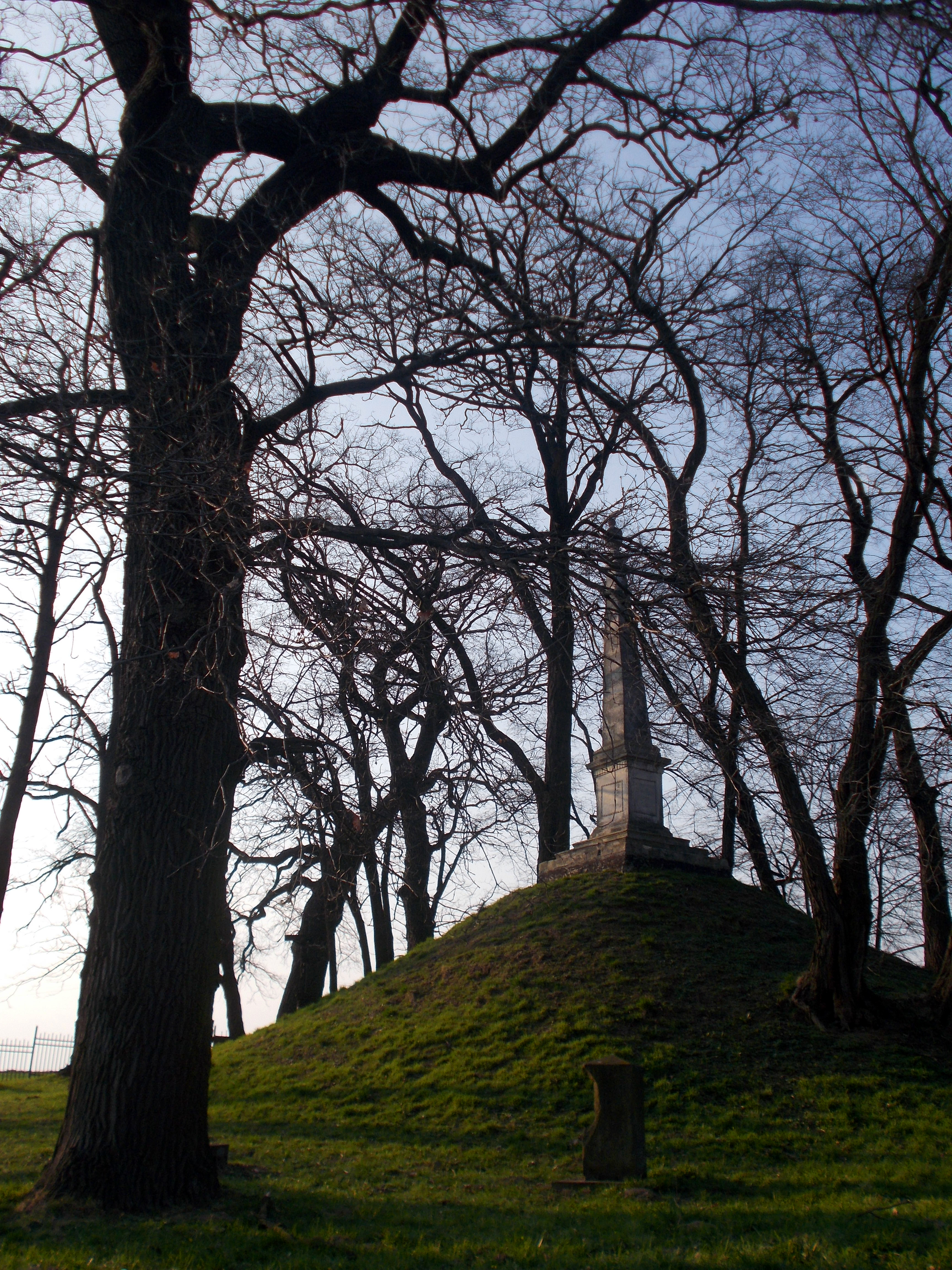
Kopiec Arian z obeliskiem
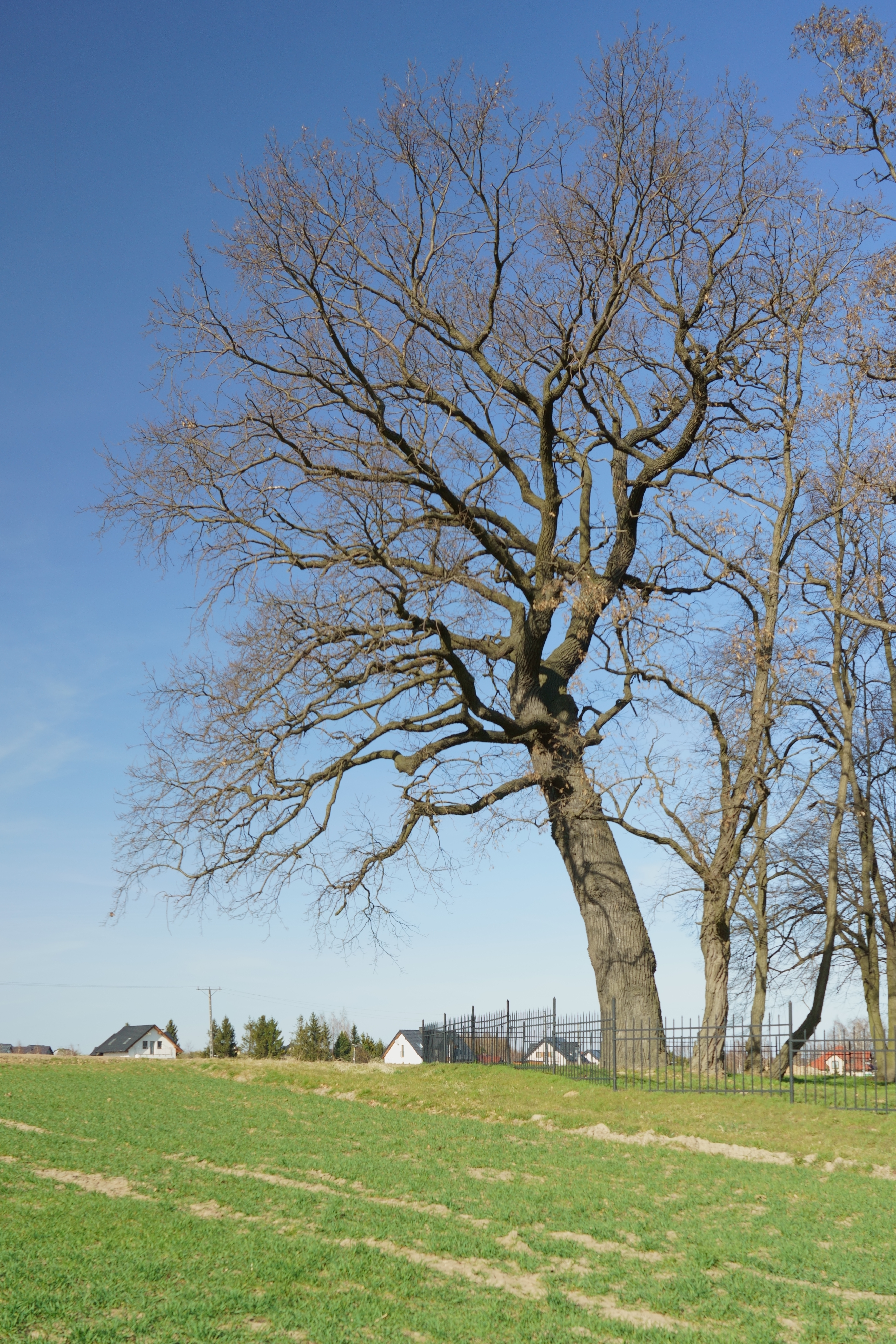
Pomnik przyrody, Dąb szypułkowy (Quercus robur)